# Salzburger Fussballverband
La Salzburger Fussballverband è la federazione calcistica dello stato federato austriaco del Salisburghese. Fondata nel 1921, è una delle 9 federazioni regionali che compongono la ÖFB.
Organizza ogni anno un proprio campionato e una coppa riservati alle squadre affiliate, così come i tornei equivalenti femminili e giovanili.

## Storia
Fondata nel 1921, la SFV organizza i campionati dal 4º livello nazionale (Landesliga) in poi. Il massimo campionato assegna il titolo di campione del Salisburghese. Si disputa annualmente anche la SFV-Cup, la coppa regionale del land di Salisburgo. Nella stagione 1920-1921 le squadre della regione avevano disputato il campionato della vicina Stira. Nelle stagioni 1933-1934, 1934-1935, 1938-1939 e 1943-1944 si gioca il campionato unificato Salisburgo-Alta Austria.
Le squadre affiliate alla SFV sono 133.

## Struttura dei campionati

### Maschili

#### 1. Landesliga
Il massimo campionato regionale salisburghese è composto da un girone unico di 14 squadre; la vincitrice ottiene il titolo di campione ed è promossa in Regionalliga West, retrocedono in 2. Landesliga le ultime due classificate.
Nella stagione 2010-2011 una riforma porterà da 14 a 16 il numero delle squadre partecipanti alla 1. Landesliga.

#### 2. Landesliga
È suddivisa in due gruppi da 14 squadre ciascuno. Le vincitrici sono promosse in 1. Landesliga, le ultime due retrocedono.

#### 1. Klasse
Ha funzionamento analogo alla precedente, da cui si differenzia perché il girone sud è composto da 12 squadre.

#### 2. Klasse
La quarta divisione regionale è composta da 4 gruppi, due di 14 e due di 12 squadre. Le vincitrici sono promosse in 1. Klasse.

#### 3. Klasse
Il livello più basso del calcio regionale salisburghese è composto da un girone unico di 13 squadre, tutte "riserve" dei club di 1. Landesliga. La vincitrice è promossa alla categoria superiore.

### Femminili

#### Salzburger Frauenliga
Composta da un girone unico di 10 squadre. La vincitrice disputa gli spareggi per la promozione in Frauen 2. Liga.

## Albo d'oro

### Campionato
- 1921-1922  1. Salzburger SK 1919
- 1922-1923  1. Salzburger SK 1919
- 1923-1924  Salzburger AK
- 1924-1925  Salzburger AK
- 1925-1926  Salzburger AK
- 1926-1927  Salzburger AK
- 1927-1928  Salzburger AK
- 1928-1929  Salzburger AK
- 1929-1930  Salzburger AK
- 1930-1931  Salzburger AK
- 1931-1932  Salzburger AK
- 1932-1933  Salzburger AK
- 1933-1934  Salzburger AK
- 1934-1935  Salzburger AK
- 1935-1936  Salzburger AK
- 1936-1937  Salzburger AK
- 1937-1938  Salzburger AK
- 1938-1939  LASK[2]
- 1939-1940  Austria Salisburgo
- 1940-1941  Austria Salisburgo
- 1941-1942  Salzburger AK
- 1942-1943  Austria Salisburgo (interrotto)
- 1943-1945 non disputato
- 1945-1946  Salzburger AK
- 1946-1947  Salzburger AK
- 1947-1948  Union Salisburgo
- 1948-1949  Union Salisburgo
- 1950-1959 sconosciuti
- 1959-1960  Salzburger AK
- 1960-2004 sconosciuti
- 2005-2006  Grödig
- 2006-2007  Anif
- 2007-2008  St. Johann
- 2008-2009  Neumarkt/Wallersee
- 2009-2010  Austria Salisburgo
- 2010-2011  Pinzgau Saalfelden

### Coppa
- 1925-1926  1. Salzburger SK 1919
- 1926-1927 non disputata
- 1927-1928  1. Salzburger SK 1919
- 1928-1929  Salzburger AK
- 1929-1930  Salzburger AK
- 1930-1931  Salzburger AK
- 1931-1932  Salzburger AK
- 1932-1933  Salzburger AK
- 1933-1934  Salzburger AK
- 1934-1935 non disputata
- 1935-1936  Halleiner
- 1936-1937  Austria Salisburgo
- 1938-1945 non disputata
- 1945-1946  Bürmoos
- 1946-1947  1. Salzburger SK 1919
- 1947-1948  Union Salzburg
- 1949-1955 non disputata
- 1955-1956  Bürmoos
- 1956-1957  Bischofshofen
- 1957-1958 non disputata
- 1958-1959  Austria Salisburgo
- 1960-2004 non disputata
- 2004-2005  Austria Salisburgo Amateure
- 2005-2006  Hallein 04
- 2006-2007  Grödig
- 2007-2008  Hallein 04
- 2008-2009  Grödig Amateure
- 2009-2010  Anif
- 2010-2011  Red Bull Juniors

La competizione è attualmente nota come SFV-Stiegl-Cup per motivi di sponsor.